# Juan-José Aguirre Muñoz
Juan-José Aguirre Muñoz MCCI (ur. 5 czerwca 1954 w Kordobie) – hiszpański duchowny rzymskokatolicki, kombonianin posługujący w Republice Środkowoafrykańskiej, od 2000 biskup Bangassou.